# Tom Sestito
Tom Sestito (* 28. September 1987 in Rome, New York) ist ein ehemaliger italo-amerikanischer Eishockeyspieler. Der linke Flügelstürmer absolvierte unter anderem insgesamt 155 Spiele für die Columbus Blue Jackets, Philadelphia Flyers, Vancouver Canucks und Pittsburgh Penguins in der National Hockey League (NHL). Hauptsächlich wurde der Enforcer allerdings in der American Hockey League (AHL) eingesetzt. Sein älterer Bruder Tim war ebenfalls professioneller Eishockeyspieler.

## Karriere
Sestito begann seine Karriere bei Plymouth Whalers aus der Ontario Hockey League (OHL), wo er in der Saison 2004/05 mit seinem älteren Bruder Tim Sestito in einer Mannschaft spielte. Nach zwei Spielzeiten in der OHL wurde Tom Sestito beim NHL Entry Draft 2006 in der dritten Runde als insgesamt 85. Spieler von den Columbus Blue Jackets ausgewählt. Der Offensivakteur absolvierte anschließend noch eine weitere Saison in der Ontario Hockey League, an deren Ende er mit den Plymouth Whalers den J. Ross Robertson Cup gewann und sich dadurch mit seinem Team eine Teilnahme am Memorial Cup 2007 erspielte. Bei diesem Turnier schieden die Whalers im Halbfinale gegen den späteren Memorial-Cup-Sieger Vancouver Giants aus. Tom Sestito war dabei mit sieben Scorerpunkten in fünf Partien gemeinsam mit Milan Lucic und Michal Řepík erfolgreichster Punktesammler des Wettbewerbs.
Anschließend wechselte Sestito in die Organisation der Blue Jackets. In den folgenden dreieinhalb Jahren kam der Linksschütze jedoch nur auf 13 Einsätze für das Franchise aus dem US-Bundesstaat Ohio. Den Großteil der Zeit verbrachte Tom Sestito bei den Farmteams der Columbus Blue Jackets in der American Hockey League (AHL), Syracuse Crunch und Springfield Falcons. Am 28. Februar 2011 transferierten ihn die Blue Jackets im Tausch gegen Greg Moore und Michael Chaput zu den Philadelphia Flyers. Sestito spielte für den Rest der Spielzeit bei den Adirondack Phantoms in der AHL. In der Spielzeit 2011/12 kam er erstmals für die Flyers in der NHL zum Einsatz. Nach 14 Partien für Philadelphia zog er sich im Februar 2012 einen Muskelriss in der Leiste zu, wodurch er für den Rest der regulären Saison vom Spielbetrieb aussetzen musste.
Am 1. März 2013 wurde der auf der Waiverliste befindliche Sestito von den Vancouver Canucks ausgewählt. Dort war er in der Saison 2013/14 fester Bestandteil des NHL-Aufgebots und kam auf 70 Einsätze. In der Folgesaison allerdings erhielt der Angreifer nahezu keine Einsatzzeiten mehr bei den Canucks und wurde stattdessen an die Utica Comets in die AHL abgegeben. Nachdem er auch dort, obwohl er einsatzfähig war, seit Ende Januar 2015 kein Spiel mehr absolviert hatte, gaben die Canucks Ende Februar bekannt, dass Sestito für keine der beiden Mannschaften mehr aktiv sein werde. Sestito solle bis zum Vertragsende weiterhin sein Gehalt erhalten und sich in der Folge einen neuen Verein suchen.
Dies tat er im August 2015, als er einen Probevertrag (professional tryout contract) bis zum Saisonbeginn bei den Pittsburgh Penguins unterzeichnete. Im NHL-Aufgebot konnte er sich jedoch nicht etablieren, sodass er im Oktober 2015 von den Wilkes-Barre/Scranton Penguins, dem AHL-Farmteam der Pittsburgh Penguins, verpflichtet wurde. Dort überzeugte er jedoch derart, dass die Pittsburgh Penguins ihn im Februar 2016 fest für ein Jahr verpflichteten. Dieser Vertrag wurde in der Folge um ein weiteres Jahr verlängert, bevor er seine aktive Karriere im Sommer 2018 zunächst für beendet erklärte. Im Dezember 2018 kehrte er im Trikot der Toronto Marlies aus der AHL aber ins Profigeschäft zurück. Im Saisonverlauf kam Sestito 13-mal zum Einsatz und zog sich nach der Spielzeit endgültig aus dem Profigeschäft zurück.

## Erfolge und Auszeichnungen
- 2007 J.-Ross-Robertson-Cup-Gewinn mit den Plymouth Whalers

## Karrierestatistik
(Legende zur Spielerstatistik: Sp oder GP = absolvierte Spiele; T oder G = erzielte Tore; V oder A = erzielte Assists; Pkt oder Pts = erzielte Scorerpunkte; SM oder PIM = erhaltene Strafminuten; +/− = Plus/Minus-Bilanz; PP = erzielte Überzahltore; SH = erzielte Unterzahltore; GW = erzielte Siegtore; 1 Play-downs/Relegation; Kursiv: Statistik nicht vollständig)